# La gazza ladra
La gazza ladra és una òpera en dos actes de Gioachino Rossini sobre llibret de Giovanni Gherardini.
El tema de l'obra, pertanyent al gènere d'òpera semiseria, va ser extret del drama La Pie voleuse ou La Servante de Palaiseau (1815) de Théodore Badouin d'Aubigny i Louis-Charles Caigniez. La primera representació va tenir lloc a Milà, en el marc de la temporada de primavera del Teatro alla Scala, el 31 de maig de 1817. L'òpera es representa rarament avui en dia, mentre que la famosa obertura s'ha mantingut sempre en el repertori simfònic. Aquesta oberta s'inclou també a la banda sonora de la pel·lícula de 1971 La taronja mecànica, dirigida per Stanley Kubrick.
La gazza ladra ofereix una partitura d'altíssima qualitat musical i una de les dramatúrgies més intenses de tota la producció rossiniana, característica de l'òpera semiseria d'ambientació contemporània i inspirada en l'actualitat davant l'entorn històric-mitològic de l'òpera seriosa. La raresa de la seva escenificació es deu principalment a la gran quantitat de cantants requerits, tots ells amb papers vocals força importants i exigents en el més sofisticat estil del bel canto.

## Les estrenes
Segons testimonis de l'època, l'estrena al Teatro alla Scala de Milà, amb els decorats d'Alessandro Sanquirico, va ser tot un èxit.
El 1819 es va estrenar en alemany a Graz sota el títol de Die diebische Elster, i després al Teatro del Corso de Bolonya i al Teatro del Fondo de Nàpols. Al Regne Unit, es va estrenar 10 de març de 1821 al Her Majesty's Theatre de Londres, en anglès sota el títol de The Thieving Magpie, amb Lucia Elizabeth Bartolozzi. L'any 1823 es va representar al Teatre Municipal de Ferrara, el 1826 a València i el 10 de gener de 1828 al Theatre Royal d'Edimburg. El 1835 es va posar en escena al Teatro della Pergola de Florència. Al Teatre La Fenice de Venècia l'estrena va ser el 9 d'abril de 1836, amb Giuseppina Strepponi. L'any 1845 es va posar en escena al Teatro dei Rinnovati de Siena. Al Royal Opera House, Convent Garden, de Londres, el 1863.
L'enorme popularitat de l'obra que durarà fins als darrers anys del segle xix queda demostrada entre altres coses pels nombrosos llibrets i adaptacions. A París es va reestrenar l'any 1867 amb Adelina Patti en el paper de Ninetta, per a la qual Rossini, en els darrers anys de la seva vida, va escriure algunes variacions de la cavatina d'aquest personatge.
Després d'anys d'oblit, es va reestrenar el 1941 a San Marino, Roma i Pesaro (no obstant això, amb un arranjament de Riccardo Zandonai) i el 1965 al Maggio Musicale Fiorentino, amb poc èxit, a causa del repartiment inadequat que incloïa l'estilísticament impecable Paolo Montarsolo com a protagonista, així com Cesare Valletti, dirigits per Bruno Bartoletti. El renaixement real va tenir lloc l'any 1973, al Teatre dell'Opera de Roma, dirigit per Alberto Zedda amb Carlo Cava i Lucia Valentini Terrani.
Va ser l'òpera que, l'any 1980, va inaugurar la primera edició del Rossini Opera Festival de Pesaro, dirigida per Gianandrea Gavazzeni. L'edició de 1989 també a Pesaro, va ser memorable, protagonitzada per Katia Ricciarelli (Ninetta), William Matteuzzi (Giannetto), Samuel Ramey (Podestà), Ferruccio Furlanetto (Fernando) i Bernadette Manca di Nissa (Pippo), dirigits per Gianluigi Gelmetti. L'òpera va tornar al Rossini Opera Festival l'any 2007 en una exitosa posada en escena del llavors molt jove Damiano Michieletto, que amb aquesta producció va obtenir el premi Abbiati com a millor director. La producció s'ha reprès diverses vegades entre el 2009 i el 2017, als teatres de Bolonya, Reggio Emilia, Verona i Bari.

## Personatges i intèrprets
| Personatge          | Tessitura    | Intèrprets de l'estrena (Primer violí i director: Alessandro Rolla) |
| ------------------- | ------------ | ------------------------------------------------------------------- |
| Ninetta             | soprano      | Teresa Belloc-Giorgi                                                |
| Fabrizio Vingradito | baix         | Vincenzo Botticelli                                                 |
| Lucia               | mezzosoprano | Marietta Castiglioni                                                |
| Giannetto           | tenor        | Savino Monelli                                                      |
| Fernando Villabella | baix         | Filippo Galli                                                       |
| Gotthard            | baix         | Antonio Ambrosi                                                     |
| Pippo               | contralt     | Teresa Gallianis                                                    |
| Giorgio             | baix         | Paolo Rosignoli                                                     |
| Isaaco              | tenor        | Francesco Biscottini                                                |
| Antonio             | tenor        | Francesco Biscottini                                                |
| Ernesto             | baix         | Alessandro De Angeli                                                |

## Argument

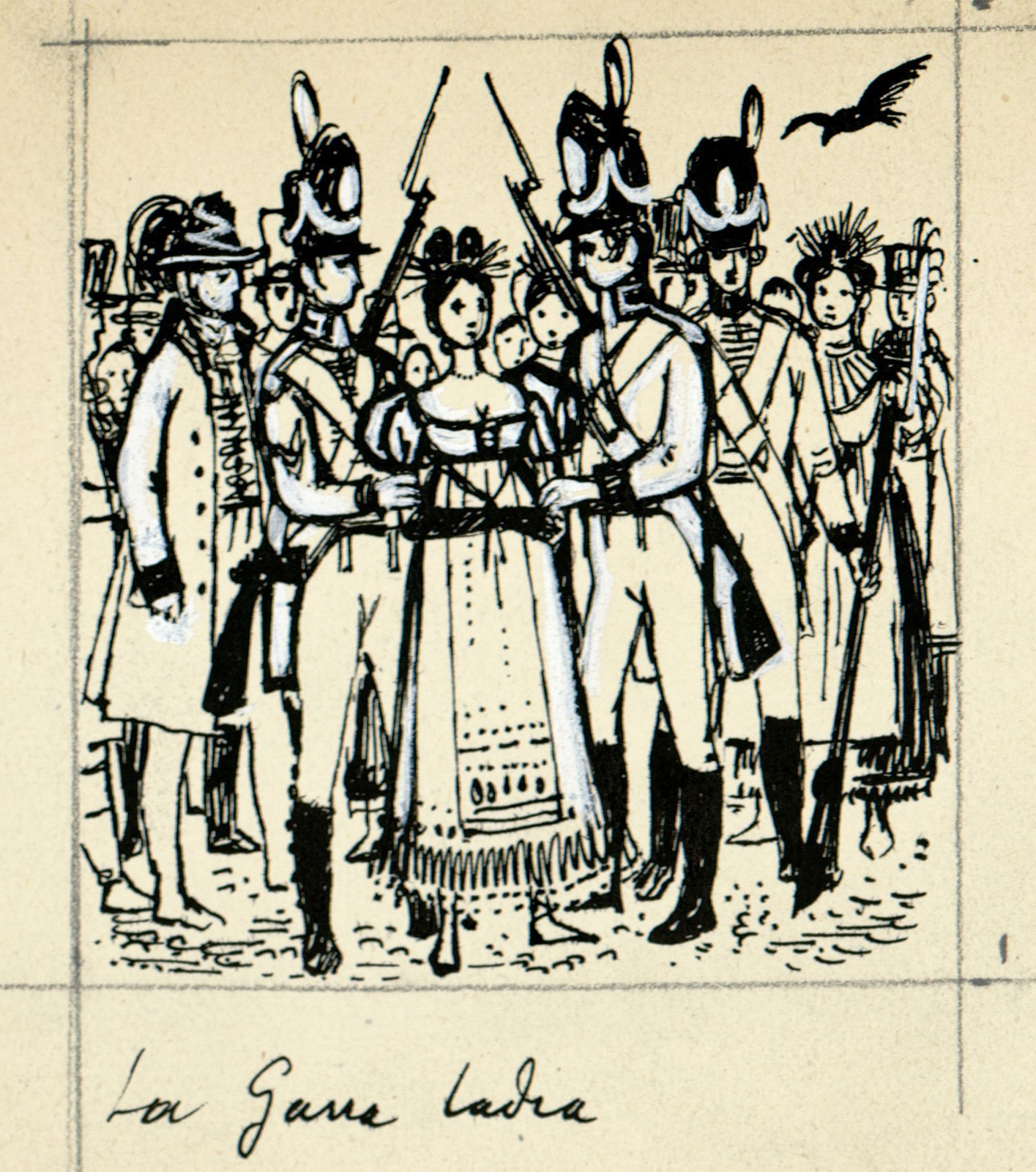
Dibuix per a la portada de llibret de La gazza ladra. Arxiu Històric Ricordi

L'obra se situa en un període indeterminat (després de la Revolució Francesa i les guerres napoleòniques), en un poble prop de París.

### Acte I
Casa Vingradito està de celebració, ja que aviat tornarà el jove Giannetto, que ha marxat a la guerra: els seus pares Fabrizio i Lucia i els criats estan ocupats amb els preparatius per celebrar el seu retorn («Oh che giorno fortunato!»). No obstant això, Lucía continua queixant-se de la negligència de la criada Ninetta, que ha perdut algunes peces de la coberteria d'argent. El seu marit Fabrizio, en canvi, protegeix la noia per bondat i respecte al seu pare, el soldat Fernando Villabella, reconegut i cobert d'honors.
Ninetta, per la seva banda, està contenta amb el retorn de Giannetto, donat que els dos joves s'estimen («Di piacer mi balza il cor») i espera poder casar-s'hi. Giannetto finalment torna, i declara obertament el seu amor per Ninetta («Vieni fra queste braccia»). Seguidament Giannetto se'n va amb la seva família i els criats a visitar el seu oncle, que pateix gota, deixant Ninetta sola comptant els coberts (dels quals en queden dotze).
En aquell moment s'acosta a Ninetta un captaire demanant-li ajuda: és el seu pare Fernando, que li explica les seves desaventures. En arribar a París, va demanar permís al seu general per tornar a veure la seva filla, però aquest li va ser denegat: allò va acabar en altercat i Fernando que, enervat, va lluitar amb el general, va ser desarmat i condemnat a mort. Gràcies a l'ajuda dels seus companys d'armes va escapar de la condemna, però el seu destí està segellat: es veu obligat a viure amagat per sempre. Ninetta li suggereix que s'amagui al vell castanyer, en el tronc del qual hi ha una cavitat prou gran per allotjar un home. Per sustentar-se, el pare demana a Ninetta que vengui una cullera seva que duu gravades les seves inicials: FV.
Tanmateix, per arruïnar els plans de Ninetta i el seu pare arribada del batlle Gottardo: està enamorat de Ninetta i espera fer-la seva, malgrat les seves constants reticències («Il mio piano è preparato»). El batlle torna a intentar conquerir la noia, ignorant la presència del misteriós captaire. En aquell moment també arriba Giorgio, criat del batlle, que li porta el retrat d'un fugitiu: com temen Ninetta i el seu pare, és precisament el de Fernando Villabella. Afortunadament, com que el batlle s'ha deixat ulleres, Ninetta li ha de llegir la carta i fingeix que el buscat és un jove ros i robust, i no un home adult de l'edat del seu pare. Després de llegir el batlle encara intenta seduir Ninetta, desfermant la ira de Fernando que li exigeix respecte a la seva innocència i bondat («Non so quel che farei»): el batlle, enfurismat, se'n va i medita venjar-se.
Mentrestant, Ninetta acompanya el seu pare a l'amagatall, deixant els coberts desatesos: en aquest moment d'absència, la garsa domesticada de la família surt de la gàbia i roba una cullera d'argent. Ninetta, en tornar, no s'adona que en manca una, i ven la cullera del seu pare al mercader Isaac. Quan és a punt d'anar a lliurar-la al seu pare, però, es veu bloquejada pel retorn dels Vingraditos, en companyia del batlle.
La Lucia, amb gran decepció, s'adona que falta un altre cobert, i es queixa a Ninetta: el batlle aprofita per insinuar la idea que a casa hi ha un lladre. Tothom té por, atès que la llei preveu la pena de mort per robatori. Ninetta s'espanta i tremola, i tothom s'adona del seu comportament estrany: neguitosa, Ninetta deixa caure les monedes que l'Isaac li ha donat per la cullera. Llavors Isaac és convocat i el batlle li pregunta què li ha venut Ninetta. Quan aquest respon que una cullera amb les inicials FV (que són les inicials tant de Fernando Villabella com de Fabrizio Vingradito) tothom queda convençut de la culpabilitat de Ninetta. El batlle, triomfant, ordena la detenció de la noia («In prigione costei sia condotta»).

### Acte II
A la presó, Ninetta rep la visita d'en Giannetto, que no està convençut de la seva culpa, i intenta fer-li confessar el seu secret, però no reïx gran cosa per alliberar-la de la presó («Forse un dì conoscerete»). Giannetto se'n va quan arriba el batlle, que renova les seves ofertes amoroses a la noia («Sì, per voi, pupille amate»); però la noia encara el rebutja. L'home, furiós, amenaça la noia, però és cridat al jutjat per a la sentència.
L'última visita que rep Ninetta és la del servent de confiança Pippo, a qui demana en préstec unes monedes (donada la pèrdua de les obtingudes amb la venda de la cullera), que haurà de dipositar al vell castanyer, on el seu pare està amagat. Pippo obeeix i s'emociona per la fidelitat de la noia, que tem que ja no veurà el seu estimat Giannetto («E ben, per mia memoria»).
Mentrestant, Lucia es penedeix de la seva duresa amb Ninetta i, passejant pel bosc, es troba amb Fernando, eixit del seu amagatall, que li pregunta on és la seva filla. Lucia li explica aleshores la detenció de Ninetta acusada de robatori: Fernando, mogut per l'amor per la seva filla i el deshonor de l'acusació, decideix presentar-se ell mateix al tribunal («Accusata di furto? Oh rossore!»).
La sentència és pronunciada i, com era d'esperar, és de mort («Tremate, o popoli!»): Giannetto queda commocionat, i el seu pare Fabrizio intenta en va aturar-lo; Ninetta està desesperada, i encara més el batlle, que lamenta l'excessiva severitat. Llavors Giannetto intenta que Ninetta parli, fent al·lusió al seu secret, però la noia es nega a parlar per no comprometre el seu pare. De sobte, Fernando irromp, amenaçant el jurat i proclamant la innocència de la seva filla: el fugitiu és immediatament detingut i també condemnat a mort, amb gran dolor de tots («Sino il pianto è negato al mio ciglio»).
A casa Vingradito tothom es resigna al pitjor, quan arriba l'Ernesto, el company d'armes de Fernando que l'havia ajudat a fugir, amb la notícia que el rei li ha concedit l'amnistia, i li pregunta per què tot el poble està tan trist. Pippo li explica la condemna a mort de la noia, però en aquell moment la garsa li roba les monedes i vola cap al seu niu, perseguida pel criat. Quan en Pippo arriba al niu, hi troba les monedes i els coberts robats per l'ocell, i immediatament corre a avisar tothom. L'execució s'atura i Ninetta és alliberada: arriba el final feliç, que veu Ninetta i Giannetto junts, Fernando alliberat i reunit amb la seva filla estimada i el batlle devorat pel remordiment («Ecco, cessato è il vento»).

## Números musicals
- Simfonia (Mi major)

### Acte I
- 1 Introducció - «Oh che giorno fortunato!» (Pippo, Lucia, Fabrizio, Coro)
- 2 Cavatina Ninetta - «Di piacer mi balza il cor»
- 3 Cavatina Isacco - «Stringhe e ferri da calzette»
- 4 Cor i Cavatina Giannetto - «Ma qual suono! […] Vieni fra queste braccia» (Ninetta, Pippo, Giannetto, Coro)
- 5 Brindis de Pippo - «Tocchiamo, beviamo» (Pippo, Coro)
- 6 Recitativo i Duet Ninetta - Fernando «Ieri, sul tramontar del sole […] Come frenar il pianto!»
- 7 Cavatina Podestà - «l mio piano è preparato»
- 8 Escena i Tercet - «M'affretto di mandarvi i contrassegni […] Respiro. Mia cara!» (Ninetta, Fernando, Podestà)
- 9 Final Acte I - In casa di Messere Fabrizio Vingradito» (Ninetta, Lucia, Pippo, Giannetto, Isacco, Fabrizio, Podestà, Cor)

### Acte II
- 10 Duet Ninetta - Giannetto - «Forse un dì conoscerete» (Ninetta, Giannetto, Antonio)
- 11 Ària Podestà - «Sì per voi, pupille amate» (Ninetta, Podestà, Cor masculí)
- 12 Recitativo i Duet Ninetta - Pippo - «Deh pensa che domani […] E ben, per mia memoria»
- 13 Escena i Ària Fernando - «Chi è? Fernando! oh Dio! […] Accusata di furto... oh rossore!» (Lucia, Fernando)
- 14 Recitativo, Cor i Quintet
  - Recitativo acompanyat - «A pieni voti è condannata» (Giannetto, Fabrizio, Pretore)
  - Cor - «Tremate, o popoli, a tale esempio!» (Coro maschile)
  - Recitativo acompanyat - «Infelice donzella» (Pretore)
  - Quintet - «Ah! qual colpo!» (Ninetta, Giannetto, Fabrizio, Podestà, Fernando, Pretore, Cor masculí)
- 15 Ària Lucia - «A questo seno»
- 16 Final Acte II - «Infelice, sventurata» (Ninetta, Lucia, Pippo, Giannetto, Antonio, Giorgio, Fabrizio, Podestà, Fernando, Cor)

## Enregistraments
| Any  | Repartiment (Ninetta, Podestà, Giannetto, Fernando, Pippo)                                          | Director           | Segell         |
| ---- | --------------------------------------------------------------------------------------------------- | ------------------ | -------------- |
| 1965 | Nicoletta Panni, Paolo Washington, Cesare Valletti, Paolo Montarsolo, Anna Maria Rota               | Bruno Bartoletti   | Opera d'Oro    |
| 1978 | Rosetta Pizzo, Alberto Rinaldi, Pietro Bottazzo, Angelo Romero, Helga Müller Molinari               | Alberto Zedda      | Fonit Cetra    |
| 1989 | Katia Ricciarelli, Samuel Ramey, William Matteuzzi, Ferruccio Furlanetto, Bernadette Manca di Nissa | Gianluigi Gelmetti | Sony Classical |
| 2009 | Maria José Moreno, Lorenzo Regazzo, Kenneth Tarver, Bruno Praticò, Mariana Rewerski                 | Alberto Zedda      | Naxos Records  |

## Vídeos
| Any  | Repartiment (Ninetta, Podestà, Giannetto, Fernando, Pippo)                         | Director         | Segell  |
| ---- | ---------------------------------------------------------------------------------- | ---------------- | ------- |
| 1987 | Ileana Cotrubaș, Alberto Rinaldi, David Kuebler, Brent Ellis, Elena Zilio          | Bruno Bartoletti | Cultura |
| 2007 | Mariola Cantarero, Michele Pertusi, Dmitrij Korchak, Alex Esposito, Manuela Custer | Lü Jia           | Dynamic |